# 相馬千恵子

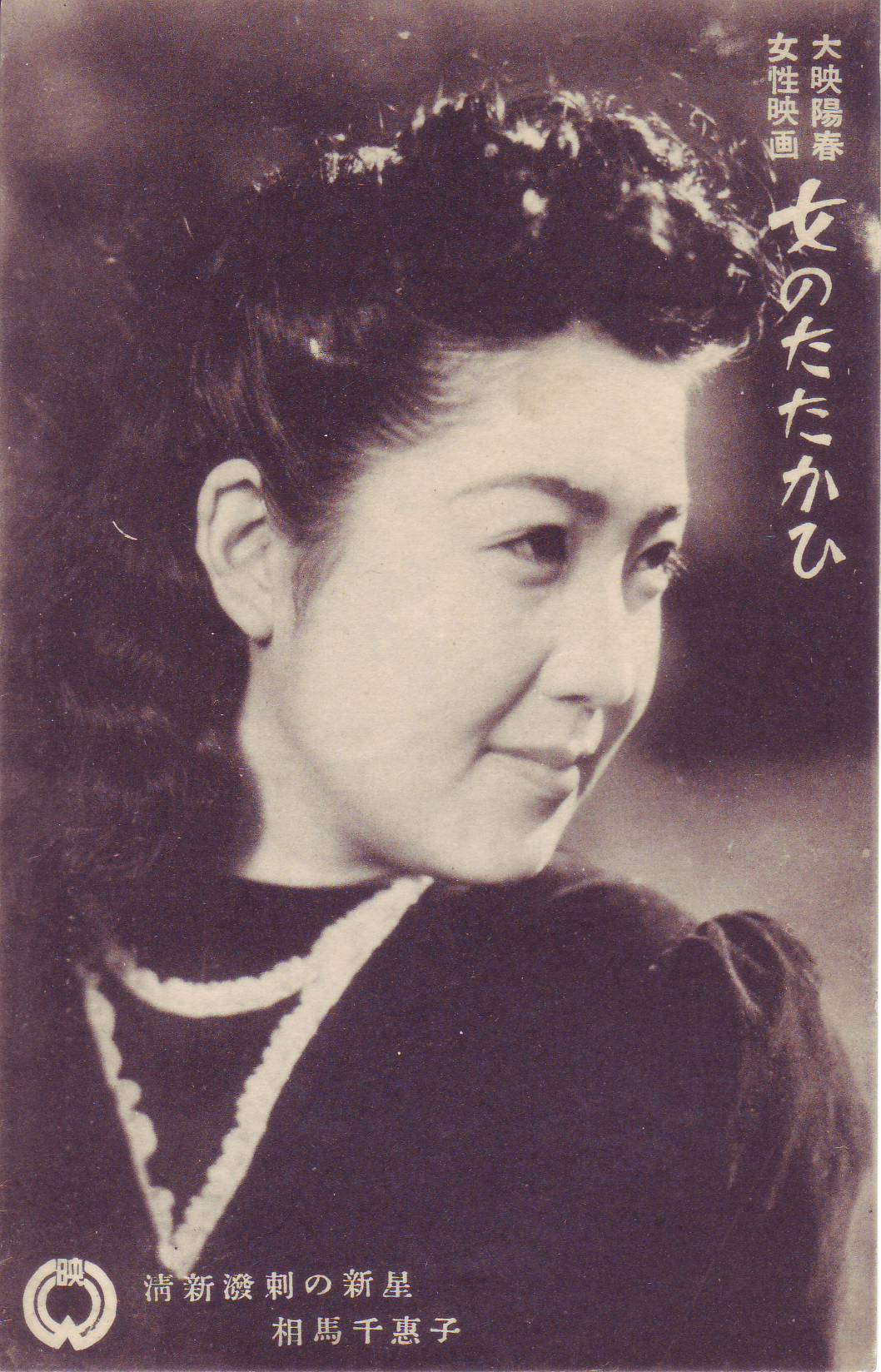
『女のたたかひ』（大映、1943年）絵葉書

相馬 千恵子（そうま ちえこ、1922年12月24日 - ）は、日本の女優。相馬千惠子の表記もある。本名は相馬キクエ。愛称は「お通（つう）さん」。身長165cm。

## 経歴
青森県弘前市出身。上京して、日本橋タイピスト女学院を卒業後、逓信省に勤務。1940年、新興キネマ東京撮影所に入り、1941年、映画『鉄の花嫁』の主役でデビュー。ちなみに、デビューしたこの年に太平洋戦争が始まっている。
デビューの翌年の1942年、戦時統合で新興キネマは大都映画と日活と合併し大映となり消滅するが、そのまま、大映に移籍し、映画出演を続けた。1943年、吉川英治原作の「宮本武蔵」の映画化『二刀流開眼』『決闘般若坂』の2作でヒロインの「お通」を演じ、以後、相馬の愛称も「お通さん」になった。武蔵は片岡千恵蔵が演じた。
戦後も引き続き大映に所属。『花咲く家族』（1947年）、『緑の小筐』（1947年）などの映画に出演。1951年にはカンヌ国際映画祭で撮影賞を受賞した吉村公三郎監督の『源氏物語』（原作：紫式部）で、長谷川一夫演じる主人公の光源氏の母である桐壺更衣を演じた。
1952年、新東宝に移籍。『浅草四人姉妹』（1952年）、『青ヶ島の子供たち 女教師の記録』（1955年）などの映画に出演。1959年、日活に移籍。日活ではNHKの連続テレビドラマ『事件記者』の映画化シリーズで、テレビドラマでは坪内美詠子が演じた小料理屋の女将役で親しまれた（その他の役でテレビドラマ版への出演があったかどうかは詳細不明）。

## 主な出演作品

### 映画
- 鉄の花嫁（1941年、新興キネマ）
- 大都会（1941年、新興キネマ）
- 旋風街（1941年、新興キネマ）
- 春星夫人（1941年、新興キネマ）
- 逞しき愛情（1942年、新興キネマ）
- 女のたたかひ（1943年、大映）
- 風雪の春（1943年、大映）
- 二刀流開眼（1943年、大映）
- 決闘般若坂（1943年、大映）
- 重慶から来た男（1943年、大映）
- 血の爪文字（1944年、大映）
- 最後の攘夷党（1945年、大映）
- 街の人気者（1946年、大映）
- 夜光る顔（1946年、大映）
- 君かと思ひて（1946年、大映）
- 絢爛たる復讐（1946年、大映）
- 狸になった和尚さん（1946年、大映）
- 花咲く家族（1947年、大映）
- 鉄拳の街（1947年、大映）
- 初恋物語（1947年、大映）
- 緑の小筐（1947年、大映）
- 運命の暦（1948年、大映）
- 美しき豹（1948年、大映）
- エノケンのびっくりしゃっくり時代（1948年、大映）
- 誰に恋せん（1948年、大映）
- 新・愛染かつら（1948年、大映）
- 天狗飛脚（1949年、大映）
- 月よりの使者（1949年、大映）
- 紅蓮菩薩（1949年、大映）
- 嵐の中の姉妹（1949年、大映）
- 飛騨の暴れん坊（1949年、大映）
- 毒薔薇（1949年、大映）
- 怪異大捕物　大江戸七変化（1949年、大映）
- 仮面舞踏会（1949年、大映）
- 無頼漢長兵衛（1949年、大映）
- 魔の黄金（1950年、大映）
- 氷柱の美女（1950年、大映）
- 妻も恋す（1950年、大映）
- 大岡政談　将軍は夜踊る（1950年、東宝）
- 猿飛佐助　千丈ヶ嶽の火祭り（1950年、大映）
- 東海道は兇状旅（1950年、大映）
- ごろつき船（1950年、大映）
- 山のかなたに（1950年、新東宝）
- 神変美女峠（1951年、新東宝）
- 八ツ墓村（1951年、東映）
- 暴夜物語（1951年、大映）
- 江の島悲歌（えのしまエレジー）（1951年、大映）
- 戦後派お化け大会（1951年、新東宝）
- 若人の歌（1951年、東宝）
- 高原の駅よさようなら（1951年、新東宝）
- 源氏物語[2]　Le roman de Genji　（1951年、大映）
- 十六夜街道（1951年、大映）
- 若き日のあやまち（1952年、新東宝）
- 浅草四人姉妹（1952年、新東宝）
- 芸者ワルツ（1952年、新東宝）
- 半処女（1953年、新東宝）
- 珍説忠臣蔵（1953年、新東宝）
- 鞍馬天狗　青銅鬼（1953年、新東宝）
- 右門捕物帖　からくり街道（1953年、新東宝）
- アチャコ青春手帖第四話　めでたく結婚の巻（1953年、新東宝）
- 大岡政談　びっくり太平記（1953年、新東宝）
- 純情社員（1953年、新東宝）
- 愛の砂丘（1953年、新東宝）
- 初笑い寛永御前試合（1954年、新東宝）
- 鶴亀先生（1954年、新東宝）
- 石中先生行状記　青春無銭旅行（1954年、新東宝）
- 悲恋まむろ川（1954年、新東宝）
- 陽気な探偵（1954年、東宝）
- 柔道流転　黒帯無双（1955年、新東宝）
- 隠密若衆（1955年、新東宝）
- 森繁のやりくり社員（1955年、新東宝）
- 明治一代女（1955年、新東宝）
- のんき裁判（1955年、新東宝）
- アツカマ氏とオヤカマ氏（1955年、新東宝）
- 青ヶ島の子供たち 女教師の記録（1955年、新東宝）
- 花嫁会議（1956年、東宝）
- びっくり捕物帖　女いれずみ百万両（1956年、新東宝）
- 駆出し社員とチャッチャ娘（1956年、新東宝）
- 四谷怪談（1956年、新東宝）
- 金語楼のお巡りさん（1956年、新東宝）
- 君ひとすじに（1956年、新東宝）
- 続・君ひとすじに（1956年、新東宝）
- 君ひとすじに　完結篇（1956年、新東宝）
- 新・己が罪（1956年、新東宝）
- 軍神山本元帥と連合艦隊（1956年、新東宝）
- 桂小五郎と近藤勇　竜虎の決戦（1957年、新東宝）
- 事件記者（1959年、日活）
- 事件記者　姿なき狙撃者（1959年、日活）
- 事件記者　真昼の恐怖（1959年、日活）
- 事件記者　仮面の脅迫（1959年、日活）
- 可愛い花（1959年、日活）
- 事件記者　影なき男（1959年、日活）
- 事件記者　深夜の目撃者（1959年、日活）
- 事件記者　時限爆弾（1960年、日活）
- 事件記者　狙われた十代（1960年、日活）
- 銀座旋風児 目撃者は彼奴だ（1960年、日活）
- 美しき別れの歌（1960年、日活）
- ノサップの銃（1961年、日活）
- 事件記者　拳銃貸します（1962年、日活）
- ひとつのいのち（1962年、日活）

### テレビドラマ
- こぐま物語（1959年、NHK）
- 風流交差点　縁談（1959年、日本テレビ）
- シャープクライマックス 人生はドラマだ　第2回 武蔵と小次郎（1959年、日本テレビ）

## 関連書籍
- 『キネマの美女 - 二十世紀ノスタルジア』（1999年、文藝春秋） ISBN 416355260X
- 『日本映画スチール集 新興キネマ モダニズム篇』（2002年1月、立花忠男/編著、ワイズ出版） ISBN 4898301274